# Neurocrassus tentorialis
Neurocrassus tentorialis är en stekelart som beskrevs av Sergey A. Belokobylskij 1993. Neurocrassus tentorialis ingår i släktet Neurocrassus och familjen bracksteklar. Inga underarter finns listade i Catalogue of Life.